# Isabella Eklöf
Isabella Eklöf (née le 10 février 1978) est une scénariste et réalisatrice suédoise.

## Biographie

### Jeunesse et formation
Eklöf fréquente l'École nationale de cinéma du Danemark.

### Carrière
Elle fait partie de l'équipe en tant que « runner » pour le film suédois Morse (Let the Right One In, 2008).
Avec le réalisateur Ali Abbasi, Isabella Eklöf co-écrit le film suédois Border (2018) en développant le matériel source, une nouvelle de John Ajvide Lindqvist. Pour ce film, Eklöf, Abbasi et Lindqvist sont nommés pour le prix Guldbagge du meilleur scénario. Ils sont aussi nommés pour l'European Film Award du Meilleur Scénariste.
Elle écrit et réalise également le film danois Holiday (2018) pour lequel elle remporte les prix New Wave Best Picture et New Wave Best Director au Fantastic Fest à Austin, au Texas ; Holiday gagne aussi quatre Bodil Awards, dont celui du meilleur film danois.

## Filmographie

### Réalisation et scénariste
- 2009 : Willkommen in Barbaristan (court métrage)
- 2011 : Noter fra kælderen (court métrage)
- 2018 : Holiday
- 2023 : Kalak

### Scénariste
- 2018 : Border de Ali Abbasi

## Récompenses et distinctions
- (en) Isabella Eklöf: Awards, sur l'Internet Movie Database

| Film    | Année | Prix                                                     | Résultat   | Réf.  |
| ------- | ----- | -------------------------------------------------------- | ---------- | ----- |
| Border  | 2018  | Prix du cinéma européen du meilleur scénariste           | Nomination | [ 4 ] |
| Border  | 2019  | Prix Guldbagge du meilleur scénario                      | Nomination | [ 3 ] |
| Holiday | 2018  | Fantastic Fest Award pour la meilleure image de New Wave | Lauréat    | [ 5 ] |
| Holiday | 2018  | Fantastic Fest Award du meilleur réalisateur de New Wave | Lauréat    | [ 5 ] |